# Yoon Ji-min
Đây là một tên người Triều Tiên, họ là Yoon.
Yoon Ji-min (tên khai sinh là Yoon Ji-young, sinh ngày 12 tháng 9 năm 1977) là một nữ diễn viên Hàn Quốc. Cô đóng vai Ji trong bộ phim hành động thời kỳ Chiến binh Baek Dong-soo.

## Danh mục phim

### Loạt phim truyền hình
- Đối tác cho công lý (MBC, 2018) [1]
- Giọng nói (OCN, 2017)
- Người phụ nữ với chiếc vali (MBC, 2016)
- Người phụ nữ cao quý (jTBC, 2014)
- Vợ của hàng xóm của bạn (jTBC, 2013)
- Mama tuyệt vời (SBS, 2013)
- Tôi thích bạn (SBS, 2012)
- Được gửi từ thiên đàng (KBS2, 2012)
- Hội chứng (jTBC, 2012)
- Chiến binh Baek Dong-soo (SBS, 2011)
- Paradise Ranch (SBS, 2010)
- Kiss and the City (E! TV, 2010)
- Thợ săn nô lệ (KBS2, 2010)
- Hai vợ (SBS, 2009)
- Xổ số (KBSN, 2008)
- Tìm kiếm tình yêu (MBC, 2007)
- HIT (MBC, 2007)
- Cơ quan mật vụ Hàn Quốc (SBS, 2006)
- KAIST (SBS, 2000)
- Tháng 3 (SBS, 1999)
- Phòng khám Soonpoong (SBS, 1998)

### Phim
- Spellbound (2011)
- Shotgun Love (2011)
- Outlaw (2010)
- Người đàn ông tồi tệ nhất của đời tôi (2007)
- Độc quyền (2006)
- Tình yêu của Nam và Bắc (2003)
- Sex of Magic (2002)

### Xuất hiện khác
- Nhà nữ diễn viên, mùa 1-2 (FashioN, 2011)
- Rollercoaster (tvN, 2010)
- Câu chuyện thực 묘 (tvN, 2009)

## Nhà hát
- Proposal (2011)

## Giải thưởng
Giải thưởng phim truyền hình SBS năm 2006: Giải thưởng ngôi sao mới (Korea Secret Agency)